# Mirabilia Urbis Romae

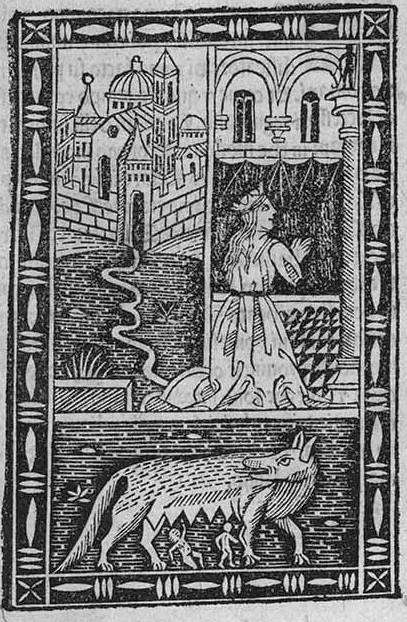
Ilustración de un libro de Mirabilia urbis Romae de 1499

Mirabilia Urbis Romae ('Maravillas de la ciudad de Roma') es un texto medieval en latín muy copiado que sirvió a generaciones de peregrinos y turistas como guía para la ciudad de Roma. El original, que forma parte de la literatura periegética fue escrito por Benedicto, canónigo de la Basílica de San Pedro y data de la década de 1140. El texto sobrevivió en numerosos manuscritos llegando hasta el barroco, pero aunque tendrá el mismo título, habrá cambios en su contenido. 
Los Mirabilia están repletos de leyendas y contiene errores propios de las creencias de la Edad Media. Así los dioses Cástor y Pólux aparecen como dos jóvenes filósofos llegados a Roma en época de Tiberio, que en el Capitolio había fabulosos palacios de oro y plata, que en el Foro se hallaba el Templo de Vesta, donde en sus sótanos habitaba un dragón o que la estatua de Marco Aurelio, era de Constantino. 
En el momento en que fue escrito, la parte habitada de Roma, el abitato, era una pequeña ciudad situada en un meandro del río Tíber rodeada por las ruinas de la gran ciudad antigua, donde dentro de las murallas y puertas de la antigua ciudad se encontraban campos donde el ganado vacuno y las cabras pastaban entre los templos y baños. Al Foro Romano se le llamaba Campo Vaccino ('Pasto de las vacas').
Del pontificado de Bonifacio VIII (1294-1303) al de Juan XXII (1316-1334), el texto fue revisado y ampliado. Su autoridad no se cuestionó hasta el siglo XV, cuando dos autores se propusieron reemplazarlo con nuevas descripciones desde un nuevo punto de vista renacentista. Uno fue Leon Battista Alberti con su Descriptio urbis Romae, escrito en ca. 1433 y el otro, Flavio Biondo que escribió Roma instaurata en 1444 y que circuló en manuscritos hasta que fue impreso en 1481.
A partir de esa fecha, la impresión de estos folletos se ha mantenido entre los incunables más antiguos publicados por los impresores alemanes en Roma. Durante el siglo XV se añadió una lista de iglesias de Roma y un resumen cronológico de reyes y emperadores hasta Constantino. En el siglo XVI, con el nacimiento del interés por la antigüedad y favorecido por los descubrimientos arqueológicos, se eliminó la parte fantástica y en su lugar se añadió la guía de las ruinas de la ciudad. El visitante podía hacer itinerarios por la ciudad en tres días guiados por un guía. Las obras contemporáneas no fueron tratadas. 
En sus distintas versiones, hay numerosas traducciones a los idiomas nacionales de los viajeros europeos. Aunque los Mirabilia estaban concebidos como guías para peregrinos, también señalaban obras paganas igualmente hermosas e interesantes, y de hecho, estas partes llegaron a atraer más la atención de los lectores. 

## Contenido
Los contenidos del Mirabilia incluyen las siguientes secciones, tomándose los títulos del 'Liber Censuum':
- De muro urbis (murallas);
- De portis urbis (puertas);
- De miliaribus (miliarios);
- Nomina portarum (nombres de las puertas);
- Quot porte sunt Transtiberim (puertas más allá del Tíber);
- De arcubus (arcos triunfales);
- De montibus (colinas);
- De termis (termas);
- De palatiis (palacios);
- De theatris (teatros);
- De locis qui inveniuntur in sanctorum passionibus (lugares mencionados en las pasiones de los Santos);
- De pontibus (puentes);
- De cimiteriis (cementerios);
- De iussione Octaviani imperatoris et responsione Sibille (la pregunta del emperador Octavio y la respuesta de la Sibila);
- Quare facti sunt caballi marmorei (por qué se hacen caballos de mármol);
- De nominibus iudicum et eorum instructionibus (nombres de los jueces y sus instrucciones);
- De columna Antonii et Trajani (las columnas de Antonio y Trajano);
- Quare factus sit equus qui dicitur Constantinus (por qué se hizo el caballo, que es llamado de Constantino);
- Quare factum sit Pantheon et postmodum oratio B. (por qué se construyó el Panteón y luego oración B.);
- Quare Octavianus vocatus sit Augustus et quare dicatur ecclesia Sancti Petri ad vincula (por qué Octaviano fue llamado Augusto y por qué se llamó así a la iglesia de San Pedro ad Vincula));
- De Vaticano et Agulio (del Vaticano y el obelisco);
- Quot sunt templa trans Tiberim (cuántos templos más allá del Tíber);
- Predicatio sanctorum (predicación de los santos).